# Ferrera Erbognone
Ferrera Erbognone (lombardul: Frèra) település Olaszországban, Lombardia régióban, Pavia megyében. Lakosainak száma 1049 fő (2023. január 1.). Ferrera Erbognone Lomello, Ottobiano, Pieve del Cairo, Scaldasole, Valeggio, Mezzana Bigli, Galliavola és Sannazzaro de’ Burgondi községekkel határos.

## Népesség
A település lakossága az elmúlt években az alábbi módon változott:
| Lakosok száma | 1147 | 1196 | 1126 | 1049 |
|               | 2008 | 2017 | 2018 | 2023 |